# 80-я пехотная дивизия (вермахт)
80-я пехотная дивизия (нем. 80. Infanterie-Division) — тактическое соединение сухопутных войск вооружённых сил нацистской Германии периода Второй мировой войны.

## История
80-я пехотная дивизия начала формирование 5 мая 1943 года в Германии, однако уже в июне её подразделения были направлены на формирование 334-й пехотной дивизии.

## Местонахождение
- с мая по июнь 1943 (Германия)

## Состав
- 872-й гренадерский полк (Grenadier-Regiment 872)
- 873-й гренадерский полк (Grenadier-Regiment 873)
- 874-й гренадерский полк (Grenadier-Regiment 874)